# Prosoplus costatus
Prosoplus costatus là một loài bọ cánh cứng trong họ Cerambycidae.